# Gamergomorphus tuckeri
Gamergomorphus tuckeri är en insektsart som beskrevs av Synave 1956. Gamergomorphus tuckeri ingår i släktet Gamergomorphus och familjen sköldstritar. Inga underarter finns listade i Catalogue of Life.